# Лос-Сантос-де-Маймона
Лос-Сантос-де-Маймона (ісп. Los Santos de Maimona) — муніципалітет в Іспанії, у складі автономної спільноти Естремадура, у провінції Бадахос. Населення — 8242 особи (2010).
Муніципалітет розташований на відстані близько 320 км на південний захід від Мадрида, 70 км на південний схід від Бадахоса.

## Демографія
Динаміка населення (INE ):